# Lucioperca

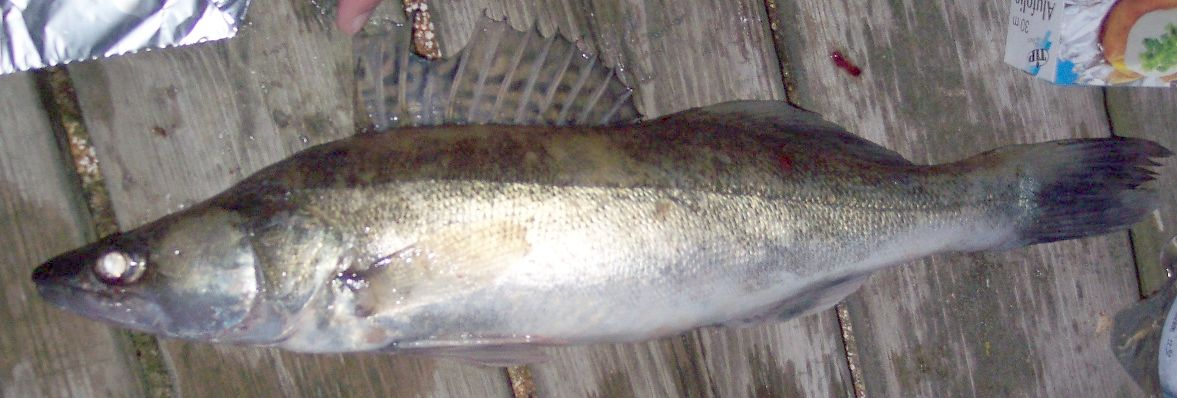
Lucioperca acabada de pescar

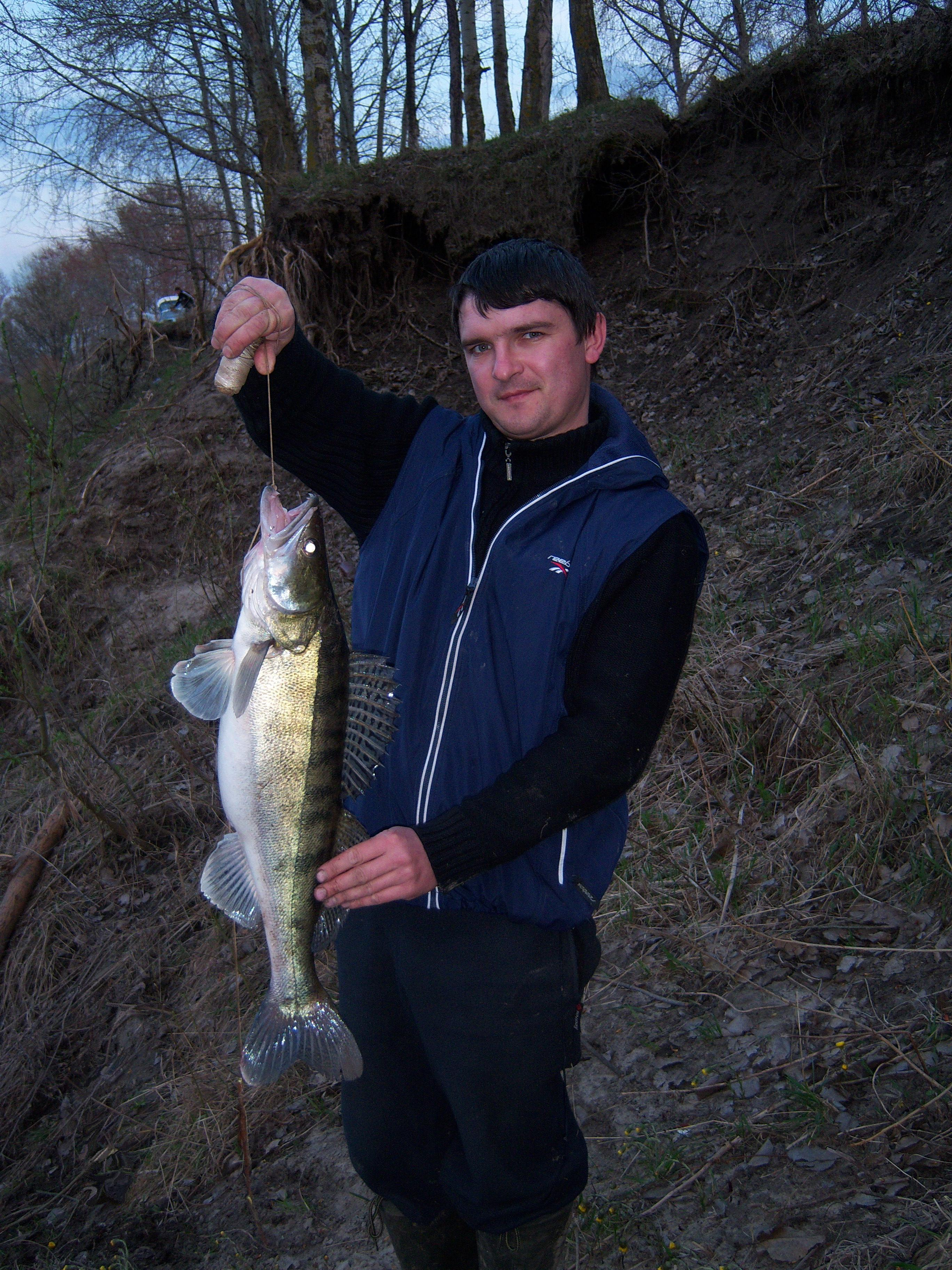
Un pescador amb una lucioperca

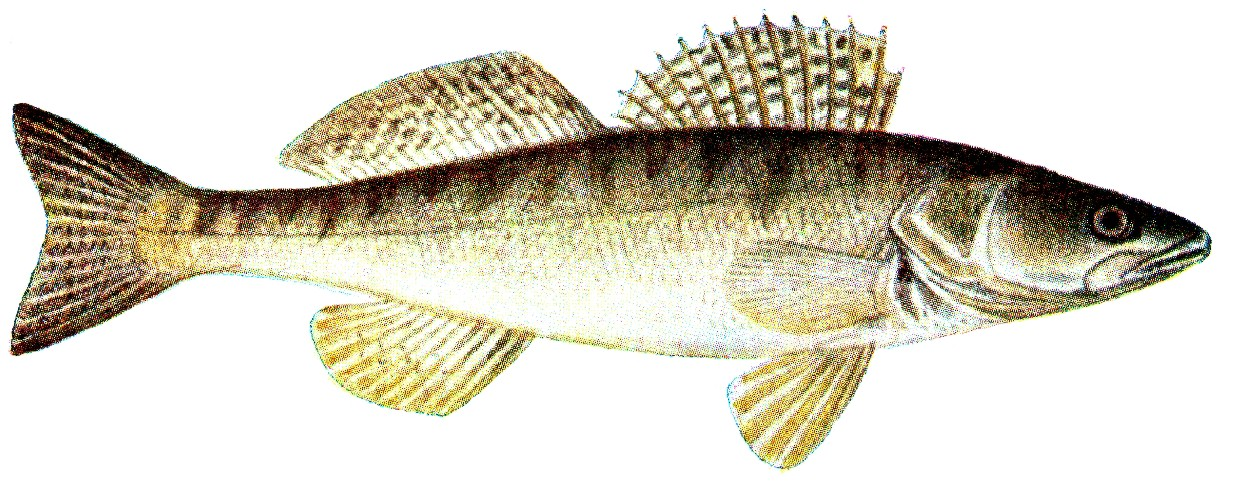
Dibuix d'un llibre de cuina de 1911

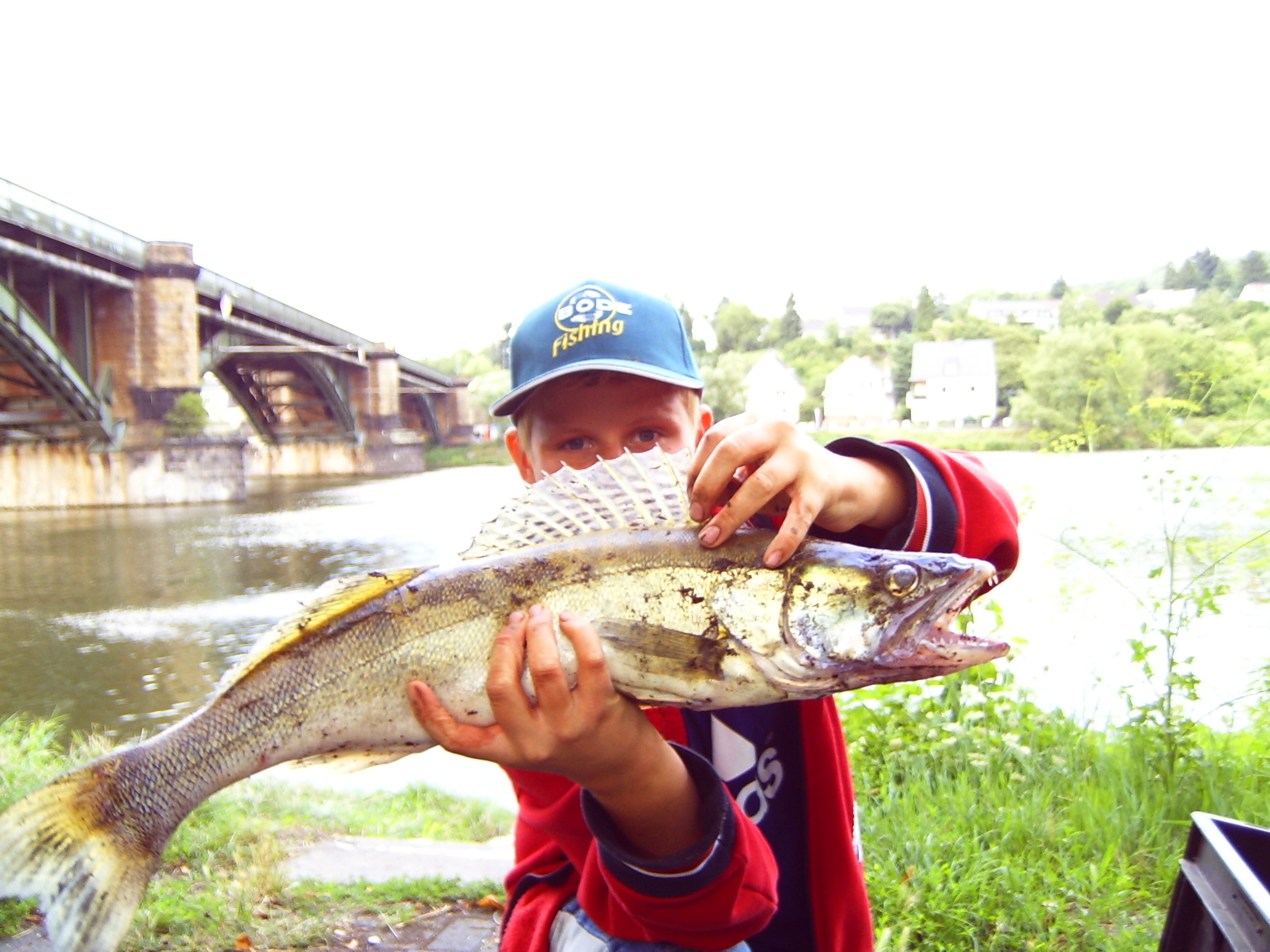
Lucioperca

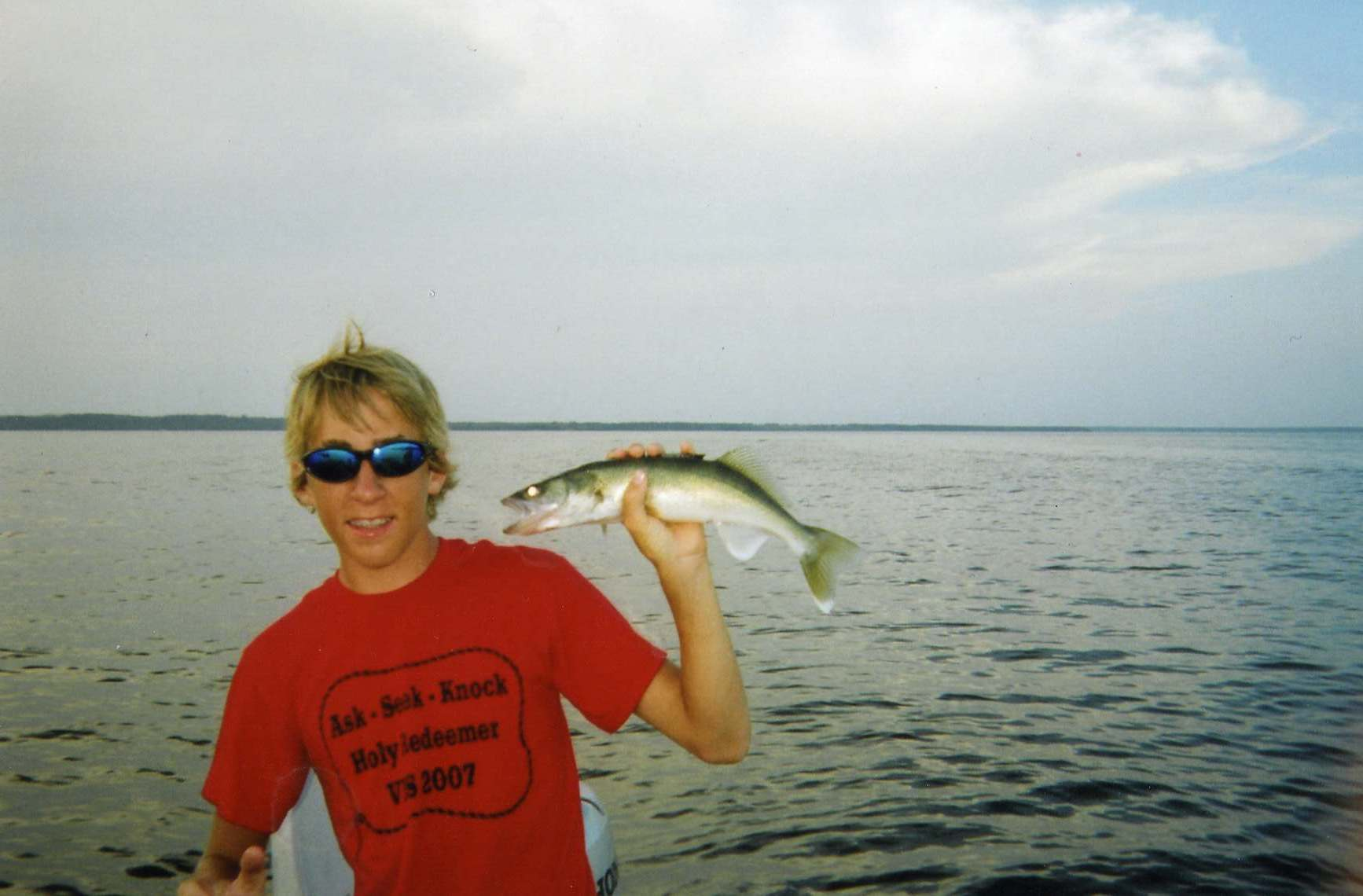
Un pescador amb una lucioperca

La lucioperca o sandra (Sander lucioperca) és una espècie de peix de la família dels pèrcids i de l'ordre dels perciformes.

## Morfologia
- Els mascles poden assolir 100 cm de longitud total[4] (normalment, en fa 50)[5] i els 20 kg de pes[6]
- 13-20 espines i 18-24 radis tous a l'aleta dorsal i 2-3 espines i 10-14 radis tous a l'anal.
- 45-47 vèrtebres.
- Es distingeix dels seus congèneres europeus per tindre 1-2 dents canines engrandides a la part anterior de cada mandíbula, la segona aleta dorsal té 18-22 radis ramificats i mig i 80-97 escates a la línia lateral.[7][8]

## Reproducció
Assoleix la maduresa sexual en arribar als 3-10 anys de vida (normalment, als 4) i emprèn migracions curtes per a reproduir-se (se n'han registrat migracions de fins a 250 km de distància). La reproducció té lloc entre l'abril i el maig (excepcionalment des de finals del febrer fins al juliol) depenent de la latitud i de l'altitud i quan la temperatura arriba a 10-14 °C a les zones de fresa. L'aparellament es produeix en parelles durant la matinada o la nit. Una vegada que tots els ous han estat dipositats, la femella deixa el niu i el mascle el defensa alhora que oxigena els ous amb les seues aletes pectorals.

## Alimentació
Menja principalment peixos gregaris i pelàgics.

## Depredadors
És depredat per l'anguila (Anguilla anguilla) -als Països Baixos-, Channa argus warpachowskii -l'Uzbekistan-, el silur (Silurus glanis), Pelecus cultratus, el lluç de riu (Esox lucius) -França-, la perca de riu (Perca fluviatilis) -França-, silúrids -França- i ocells aquàtics.

## Hàbitat
És un peix pelàgic, potamòdrom, d'aigua dolça i salabrosa i de clima temperat (6 °C-22 °C; 67°N-36°N, 1°W- 75°E), el qual viu entre 2 i 30 m de fondària (normalment, entre 2 i 3) a les aigües tèrboles dels grans rius, llacs eutròfics, llacunes costaneres salabroses i estuaris.

## Distribució geogràfica
És autòcton d'Europa (les conques dels mars Caspi, Bàltic, Negre i mar d'Aral i les dels riu Elba -conca de la mar del Nord- i Maritsa -conca de la mar Egea-, i, també, Finlàndia fins a la latitud 65ªN) i d'Àsia (l'Afganistan, Armènia, l'Azerbaidjan, Geòrgia, l'Iran, el Kazakhstan i l'Uzbekistan). Ha estat extensament introduït en altres països i territoris (Algèria, les illes Açores, Bèlgica, la Xina, Croàcia, Dinamarca, França, Itàlia, el Kirguizstan, el Marroc, els Països Baixos, Portugal, Eslovènia, l'Estat espanyol (conques dels rius Ebre, Tajo i Xúquer), Suïssa, Tunísia, Turquia, la Gran Bretanya i els Estats Units), la qual cosa ha comportat impactes negatius per a llurs faunes locals.

## Ús comercial i gastronòmic
És popular entre els afeccionats a la pesca esportiva, la seua carn és suculenta i és utilitzat fresc o congelat per a ésser menjat cuit al vapor, rostit a la graella o fet al forn microones.

## Observacions
La seua esperança de vida és de 17 anys.